# Hannu Tihinen
Hannu Tihinen (né le 1er juillet 1976 à Keminmaa en Finlande est un footballeur finlandais. Il était l'un des meilleurs et grands défenseurs de la Finlande.Tihinen a joué pour des clubs en Finlande, en Norvège, en Angleterre, en Belgique et en Suisse. Tihinen a remporté cinq championnats dans trois pays différents et un titre de coupe dans deux pays au cours de sa carrière qui s'est terminée en 2010. Il a été capitaine dans presque toutes ses équipes. En janvier 2023, il a débuté en tant que spécialiste de la haute performance à la FIFA.

## Biographie
Tihinen a commencé sa carrière avec Kemin Palloseura dans la seconde ligue finlandaise puis en 1997 il arrive au HJK Helsinki, dans la Veikkausliiga. Avec ce club, il gagne le Championnat de Finlande de football et la Coupe de Finlande de football.
En 2000, il se rend en Norvège pour jouer, durant 2 années, au Viking Stavanger et gagne avec ce club la Coupe de Norvège de football. Puis il est prêté à West Ham dans la première division anglaise.
En 2002, il rejoint RSC Anderlecht en Belgique où il évolue pendant quatre ans, gagnant 2 fois le Championnat de Belgique et la Supercoupe.
En 2006, à l'expiration de son contrat, Tihinen rejoint le FC Zurich et remporte le Championnat de Suisse de football en 2007.
En janvier 2009, Tihinen signe un contrat d'une année supplémentaire avec le FC Zurich, soit un contrat jusqu'au mois de juin 2010. Il y devient rapidement l'un des piliers indiscutables de l'équipe, très solide en défense, il impressionne également sur la scène européenne, le 30 septembre 2009, Tihinen inscrit un but exceptionnel sur une Madjer offrant ainsi la victoire à Zurich contre l'AC Milan en Ligue des Champions.

## Carrière d’après-joueur
Après avoir pris sa retraite, Tihinen a rejoint le FC Zürich en tant que directeur sportif adjoint.
Le 13 avril 2012, il a annoncé sa candidature à la présidence de l’Association de football de Finlande, le poste ayant été laissé vacant après l’élection de Sauli Niinistö à la présidence de la Finlande. Dans les années 2012-2014, Tihinen a été le président de l’Association des joueurs de football finlandais.
Après sa carrière, Tihinen a étudié le leadership et le management international à l’Académie de l’UEFA et à l’Université Aalto d’Helsinki. Depuis 2014, il est le directeur technique de l’Association finlandaise de football.

## Carrière internationale
Il débute avec l'équipe nationale de Finlande le 5 juin 1999 contre la Turquie. Il est un membre régulier dans la défense centrale, aux côtés de Sami Hyypiä et Petri Pasanen.

## Palmarès
- Champion de Finlande : 1997 avec le HJK Helsinki.
- Coupe de Finlande : Vainqueur en 1998 avec le HJK Helsinki.
- Coupe de Norvège : Vainqueur en 2000 et finaliste en 2001 avec le Viking Stavanger
- Champion de Belgique : Champion en 2004 et 2006 avec le RSC Anderlecht.
- Supercoupe de Belgique : Finaliste en 2004 avec le RSC Anderlecht.
- Champion de Suisse : 2007 et 2009 avec le FC Zurich